# Kent Mitchell
Henry Kent Mitchell II (* 29. März 1939 in Albany) ist ein ehemaliger US-amerikanischer Steuermann im Rudern. 
Der 1,73 m große Kent Mitchell war Steuermann des Ruderteams der Stanford University. Bei den Olympischen Spielen 1960 steuerte er den Zweier mit Richard Draeger und Conn Findlay zur Bronzemedaille hinter den Booten aus Deutschland und der Sowjetunion. 1961 und 1962 gewann er bei den amerikanischen Ruder-Meisterschaften. 1964 stand Mitchell kurz vor seinem Abschluss an der Law School der University of California, Berkeley. Als Steuermann war er weiterhin für Stanford aktiv und trat mit Edward Ferry und Conn Findlay bei den Olympischen Spielen 1964 an. Der amerikanische Zweier gewann die Goldmedaille vor den Booten aus Frankreich und den Niederlanden. Nach dem Studienabschluss war Mitchell viele Jahre als Jurist mit eigener Firma tätig. 
Kent Mitchell war nach Louis Abell und Edward Jennings der dritte US-Steuermann, der bei zwei Olympischen Spielen eine Medaille gewinnen konnte. Robert Zimonyi gewann ebenfalls zwei Medaillen, die erste allerdings noch für Ungarn.